# Pselligmus
Pselligmus is een spinnengeslacht in de taxonomische indeling van de bruine klapdeurspinnen (Nemesiidae).
Pselligmus werd in 1892 beschreven door Simon.

## Soort
Pselligmus omvat de volgende soort:
- Pselligmus infaustus Simon, 1892